# Ojai
Ojai (pronunciado /ˈoʊhaɪ/ "oh-hy"; en chumash: ’Awhaỳ) es una ciudad del condado de Ventura, California, Estados Unidos. Está situado en el valle Ojai y rodeada por gran cantidad de valles y colinas. En el año 2003, la población estimada era de unas 8.006 personas.

## Cultura
En Ojai se celebra el Ojai Film Festival, donde se ven películas independientes de todo el mundo. Se fundó en el año 2000.
Solo hay un cine en el pueblo, el Ojai Theatre, situado en la parte baja del pueblo. Solo tiene una pantalla y fue completamente remodelado en 2008.

## Colegios públicos
- Ojai Unified School District
- Chaparral High School
- Matilija Junior High School
- Meiners Oaks Elementary School
- Mira Monte Elementary School
- Nordhoff High School
- San Antonio School
- Summit Elementary School
- Topa Topa Elementary School